# Popigaj
Popigaj (rusky Попигай) je řeka v Krasnojarském kraji v Rusku. Je 532 km dlouhá. Povodí má rozlohu 50 300 km².

## Průběh toku
Odtéká z jezera Čonno-Kjuel na severním okraji Středosibiřské pahorkatiny. V korytě se vyskytují peřeje. Na dolním toku protéká přes Severosibiřskou nížinu v široké bažinaté dolině. Ústí zprava do estuáru Chatangy.

### Přítoky
- zleva - Rassocha, Fomič

## Vodní stav
Zdrojem vody jsou převážně sněhové srážky. Průměrný roční průtok vody činí přibližně 400 m³/s. Zamrzá v říjnu a rozmrzá v červnu.